# Filipeștii de Târg
Filipeștii de Târg – wieś w Rumunii, w okręgu Prahova, w gminie Filipeștii de Târg. W 2011 roku liczyła 2553 mieszkańców.